# Shaw Madson
Shaw Madson (* 15. Februar 1977 in Invermere, British Columbia) ist ein kanadischer Schauspieler und Synchronsprecher.

## Leben
Madson wurde in Invermere geboren. Vom 19. Mai 2001 bis 2002 war er mit der polnischen Schauspielerin Izabella Zalewski verheiratet. Ende der 1990er Jahre machte er seine ersten Schritte als Fernsehschauspieler. 1998 wirkte er in einer Episode der Fernsehserie Animorphs mit. 2000 folgte die Rolle des Chad MacIntosh im Film The Skulls – Alle Macht der Welt. 2002 durfte er eine Nebenrolle in Snowdogs – Acht Helden auf vier Pfoten übernehmen. 2004 übernahm er die Hauptrolle des Jack Florin im Kurzfilm End, der am 26. Juni 2004 auf dem Vancouver International Digital Festival uraufgeführt wurde und am 20. Februar 2006 anlässlich der Zoom In Awards auch in den USA gezeigt wurde. 2005 übernahm er eine Sprechrolle im Kurzfilm Diabolus, der am 30. April 2005 auf dem New York International Independent Film and Video Festival gezeigt wurde. In den nächsten Jahren folgten Episodenrollen in verschiedenen kanadischen und US-amerikanischen Fernsehserien wie Battlestar Galactica, Painkiller Jane, Stargate Atlantis, Men in Trees oder auch Smallville. 2011 übernahm er die Rolle des Agent McKewan im Fernsehfilm Behemoth – Monster aus der Tiefe. Nach einer Episodenrolle 2014 in der Fernsehserie The 100 wirkte Madson erst wieder 2020 in Fernseh- und Filmproduktionen mit.

## Filmografie (Auswahl)
- 1998: Animorphs (Fernsehserie, Episode 1x03)
- 2000: The Skulls – Alle Macht der Welt (The Skulls)
- 2001: Animal Miracles (Fernsehserie, Episode 1x09)
- 2002: Snowdogs – Acht Helden auf vier Pfoten (Snow Dogs)
- 2002: Bombmakers (Kurzfilm)
- 2003: Alarium (Kurzfilm)
- 2004: End (Kurzfilm)
- 2004: The Big Bank Theory
- 2004: Battlestar Galactica (Fernsehserie, Episode 1x06)
- 2005: Young Blades (Fernsehserie, 2 Episoden)
- 2005: Thralls
- 2005: Behind the Camera: The Unauthorized Story of Mork & Mindy (Fernsehfilm)
- 2006: This Space for Rent (Fernsehserie)
- 2006: Like Mike 2: Streetball
- 2006: Moments (Kurzfilm)
- 2006: Alles was du dir zu Weihnachten wünschst (All She Wants for Christmas, Fernsehfilm)
- 2007: Painkiller Jane (Fernsehserie, Episode 1x05)
- 2007: Blood Brothers: Reign of Terror
- 2007: Traveler (Fernsehserie, Episode 1x02)
- 2007: Stargate Atlantis (Stargate: Atlantis, Fernsehserie, Episode 4x01)
- 2007: Men in Trees (Fernsehserie, 2 Episoden, verschiedene Rollen)
- 2007–2008: Smallville (Fernsehserie, 2 Episoden, verschiedene Rollen)
- 2009: Alice (Mini-Serie, 2 Episoden)
- 2009: Serum 1831 (Kurzfilm)
- 2010: Hiccups (Fernsehserie, Episode 1x07)
- 2010: Das A-Team – Der Film (The A-Team)
- 2010: Stonehenge Apokalypse (Fernsehfilm)
- 2010: Supernatural (Fernsehserie, Episode 6x04)
- 2010: Tron: Legacy
- 2011: Behemoth – Monster aus der Tiefe (Behemoth, Fernsehfilm)
- 2011: Fairly Legal (Fernsehserie, Episode 1x03)
- 2011: The Killing (Fernsehserie, 2 Episoden)
- 2012: The Eleventh Victim (Fernsehfilm)
- 2012: Arrow (Fernsehserie, Episode 1x05)
- 2013: Psych (Fernsehserie, Episode 7x11)
- 2013: Croft (Kurzfilm)
- 2014: The 100 (Fernsehserie, Episode 1x01)
- 2020: The Neighbor in the Window (Fernsehfilm)
- 2020: Aurora Teagarden Mysteries (Fernsehserie, Episode 1x13)
- 2020: The 100 (Fernsehserie, Episode 7x06)
- 2021: Riverdale (Fernsehserie, Episode 5x02)
- 2021: Family Law (Fernsehserie, Episode 1x07)
- 2022: Superman & Lois (Fernsehserie, Episode 2x02)

## Synchronisationen
- 2005: Diabolus (Kurzfilm, Sprechrolle)
- 2006: Need for Speed: Carbon (Videospiel)